# Air-France-Flug 117
Der Air-France-Flug 117 (Flugnummer: AF117, Funkrufzeichen: AIRFRANS 117) war ein interkontinentaler Linienflug der Air France von Paris nach Santiago de Chile mit geplanten Zwischenstopps in Lissabon, Santa Maria, Pointe-à-Pitre, Caracas und Lima am 22. Juni 1962. Auf diesem Flug verunglückte eine Boeing 707-328 der Air France am Ende des dritten Flugabschnitts. Wegen unzuverlässiger Navigationssignale wurde die Maschine auf Guadeloupe in einen Berg geflogen. Bei dem Unfall kamen alle 113 Menschen an Bord ums Leben.
Es handelte sich seinerzeit um den zweitschwersten Flugunfall einer Boeing 707 und den zweitschwersten Unfall der Air France. In beiden Fällen forderte nur noch der Unfall auf dem Air-France-Flug 007 mit 130 Toten, der sich nur 19 Tage zuvor ereignet hatte, noch mehr Opfer.

## Flugzeug
Bei der verunglückten Maschine handelte es sich um eine Boeing 707-328, die 1962 im Werk von Boeing auf dem Boeing Field im US-Bundesstaat Washington als die 274. Boeing 707 aus laufender Produktion mit der Werksnummer 18247 endmontiert wurde und zum Zeitpunkt des Unfalls knapp vier Monate alt war. Der Erstflug der Maschine erfolgte am 23. Februar 1962, am 9. März 1962 wurde sie an die Air France ausgeliefert, wo sie mit dem Luftfahrzeugkennzeichen F-BHST in Betrieb ging. Die Maschine erhielt den Taufnamen Chateau de Chantilly. Das vierstrahlige Langstrecken-Schmalrumpfflugzeug war mit vier Mantelstromtriebwerken des Typs Pratt & Whitney JT4A-9 ausgestattet. Bis zum Zeitpunkt des Unfalls hatte die Maschine eine Gesamtbetriebsleistung von 963 Betriebsstunden absolviert.

## Passagiere und Besatzung
Den Flug auf dem betroffenen Flugabschnitt hatten 103 Passagiere angetreten, es befand sich außerdem eine zehnköpfige Besatzung an Bord, die sich ihrerseits in eine vierköpfige Cockpit- und eine sechsköpfige Kabinenbesatzung aufteilte. Die Maschine wurde durch den 42-jährigen Flugkapitän André Lésieur gesteuert, welcher der Air France seit 1946 angehörte und über 15.000 Stunden Flugerfahrung verfügte, wovon er 1.800 Stunden mit der Boeing 707 absolviert hatte. Die Cockpitbesatzung bestand außerdem aus dem 32-jährigen Ersten Offizier Raymond Farrot, dem 34-jährigen Navigator Pierre Hurlimann und dem 51-jährigen Flugingenieur Yves Pruvost. Zu der Kabinenbesatzung gehörten der 53-jährige Purser Max Epper, der 26-jährige Flugbegleiter René Gaessler, der 25-jährige Flugbegleiter Serge Cage, der 28-jährige Flugbegleiter Paule D'Horne, die 23-jährige Flugbegleiterin Brigitte Micoud und die 26-jährige Flugbegleiterin Denise Page.

## Unfallhergang
Der Flug verlief bis zum nächtlichen Anflug auf Pointe-à-Pitre ohne besondere Zwischenfälle. Die Lage des Flughafens in der Umgebung von Bergen erforderte einen steilen Sinkflug in der Endanflugsphase. Die Wetterverhältnisse waren sehr schwierig, weitaus schwieriger als vorhergesagt. In der Region gab es ein heftiges Gewitter, die Wolkendecke befand sich in einer niedrigen Höhe von nur 1.000 Fuß. Die Sichtweite betrug 10 Kilometer. Das Drehfunkfeuer des Flughafens war außer Betrieb. Die Besatzung meldete sich in 5.000 Fuß Höhe über dem Ungerichteten Funkfeuer und flog anschließend eine Rechtskurve für den Endanflug. Aufgrund des Gewitters zeigte der Radiokompass falsche Werte an, wodurch die Maschine um 15 Kilometer von ihrem Kurs abkam. Die Maschine wurde dann im Nordwesten der Insel in 1.401 Fuß (427 Meter) Höhe gegen einen bewaldeten Berghang geflogen, wobei alle 113 Insassen ums Leben kamen.

## Ursache
Als Unfallursachen wurden der Ausfall des Drehfunkfeuers, die unzureichenden meteorologischen Informationen sowie die atmosphärischen Einflüsse auf die Radiokompassanzeigen ermittelt.